# إيريكا هووكر
إيريكا هووكر (بالإنجليزية: Erica Hooker) هي لاعبة قفز طويل أسترالية، ولدت في 15 ديسمبر 1953.

## وصلات خارجية
- إيريكا هووكر على موقع النتائج التاريخية لألعاب القوى الأسترالية (الإنجليزية)
- إيريكا هووكر على موقع أوليمبيديا (الإنجليزية)
- إيريكا هووكر على موقع اللجنة الأولمبية الأسترالية (الإنجليزية)